# Larynxmasker

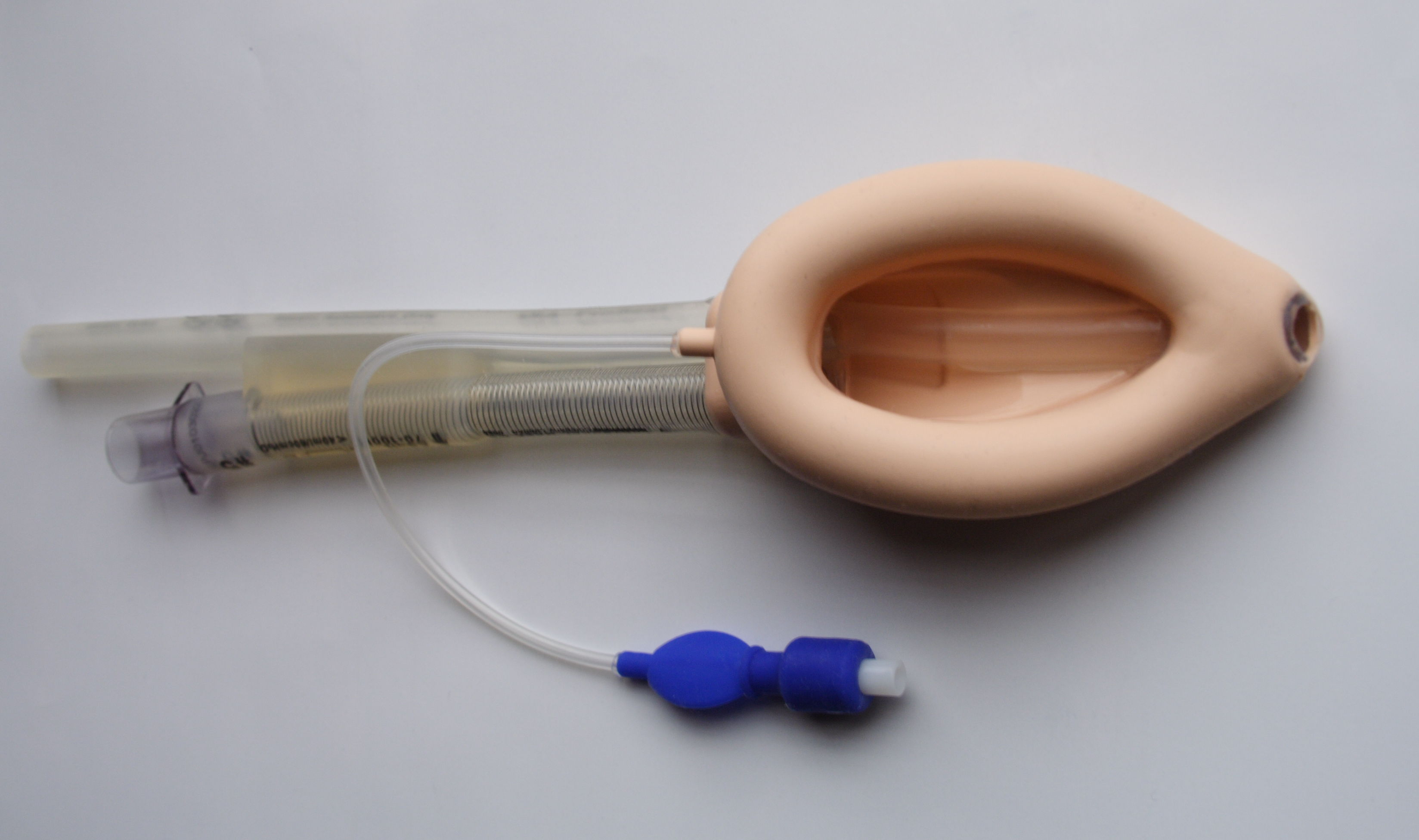
Een Larynxmasker

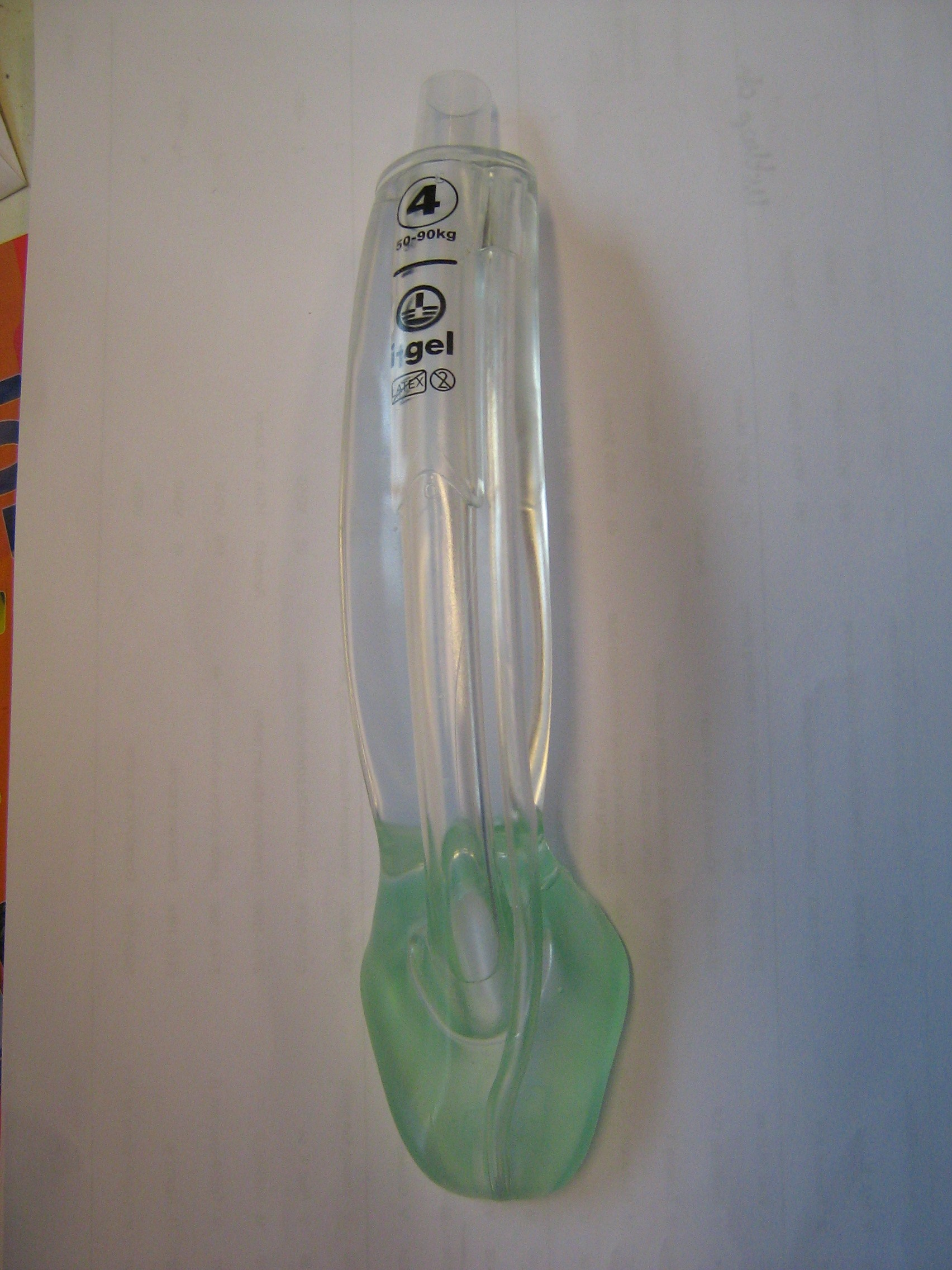
Larynxmasker

Het larynxmasker is een hulpmiddel dat wordt gebruikt als alternatief voor een endotracheale tube om de luchtwegen van een patiënt onder algehele anesthesie of bewusteloosheid open te houden. Via het larynxmasker kan een patiënt spontaan ademen of zelfs beademd worden.

## Uitvinding en ontwikkeling van het larynxmasker
Het larynxmasker (LMA - Laryngeal Mask Airway) is bedacht in 1980 door de Britse anesthesioloog Dr Archie Brain. Een andere grootheid op het gebied van de ontwikkeling van het LMA is de Australische anesthesioloog Joseph R. Brimacombe. Momenteel wordt het LMA veelvuldig toegepast tijdens algehele anesthesie als alternatief voor intubatie. Het wordt een supraglottisch device genoemd, omdat het boven de glottis (stembanden) wordt ingebracht.

## Gebruik
Het larynxmasker wordt gebruikt in de anesthesie en de spoedeisende geneeskunde. Het is een buis met een opblaasbare ballon (cuff) die in de farynx wordt ingebracht. Het voordeel ten opzichte van de endotracheale tube is dat het LMA eenvoudiger in te brengen is en er minder bijwerkingen zijn zoals keelpijn, heesheid en hoesten. Het larynxmasker is minder invasief dan het intuberen, wat de nodige voordelen heeft.
Een nadeel is dat het niet de luchtpijp (trachea) volledig afsluit zodat aspiratie van maaginhoud mogelijk blijft en het dus minder geschikt is bij niet nuchtere patiënten. In de ontwikkeling van de LMA Supreme is hier rekening mee gehouden, wat het risico op aspiratie zou moeten verkleinen.
Daarnaast wordt het LMA gebruikt als het onmogelijk is te intuberen of als bijvoorbeeld door de positie van de patiënt en/of hulpverlener intubatie moeilijk is (voorbeeld: een traumapatiënt met verdenking nekletsel in zittende positie).
Het larynxmasker wordt geplaatst boven op de larynxingang zonder deze volledig af te sluiten.

## Indicaties
Het larynxmasker wordt vooral gebruikt bij korte operaties (zoals bij dagbehandeling) bij nuchtere patiënten, die onder algehele anesthesie gaan.

## Contra-indicaties
Niet nuchtere patiënten zoals bij een keizersnede, een geprikkelde buik (appendix, darmafsluiting, ileus) of bij een groot trauma (door de pijn). Relatieve contra-indicaties: laparoscopische ingrepen (vanwege hoge druk in de buik) of buikligging. Hierover zijn de meningen van anesthesiologen verdeeld. Ingrepen waarbij de chirurg het peritoneum open moet maken is een voorkeur vaak ook een tube in plaats van een larynxmasker. Ook ingrepen waarbij de patiënt in een positie komt te liggen waarbij hoge beademingsdrukken kunnen voorkomen, bijvoorbeeld buikligging, is een larynxmasker vaak minder veilig dan een tube wegens gevaar voor lekkage en eventueel lucht die de maag in wordt geblazen, wat weer aspiratie kan veroorzaken, waarbij een larynxmasker de longen niet beschermt.

## Soorten larynxmaskers
Naast het klassieke larynxmasker  (LMA-Classic) bestaan er alternatieve vormen. Het gewapende larynxmasker (RLMA - Reinforced Laryngeal Mask Airway of LMA-Flexible), het larynxmasker met intubatie mogelijkheid (ILMA - Intubating Laryngeal Mask Airway, oftewel Fastrach) en als nieuwste ontwikkeling de LMA Supreme, het masker waarbij controle juiste plaatsing, een seal zonder lekkage en de maag middels de gastric acces geleegd kan worden.
Daarnaast bestaan er nog de LMA-Unique (het standaard masker) en LMA-ProSeal, waarbij een drainagebuis aanwezig is om via de slokdarm een maagslangetje in te brengen door het larynxmasker heen.

## Alternatieven
Om de luchtweg veilig te stellen is intubatie een alternatief door geoefende handen, de LMA Supreme zal waarschijnlijk weer een gedeelte van de E.T. markt afsnoepen. Inmiddels tonen de studies aan dat de kans op regurgitatie bij intuberen te vergelijken is met de aantallen bij het plaatsen van een LMA larynxmasker. Met de LMA Supreme heeft men daar weer meer controle over.
Daarnaast zijn er meerdere supraglottische devices bedacht om de luchtweg vrij te houden tijdens algehele anesthesie, waarbij het larynxmasker in al zijn vormen veruit het meest wordt toegepast. Let wel op ieder supraglottisch device heeft zijn eigen specificaties. Lees deze zeker voordat u ze gebruikt. U kunt hierdoor nog weleens verrast worden. Voorbeelden hiervan zijn: de COPA, de Combitube, de King-LTD, de Mayo-tube ofwel de Guedel en de I-Gel.

## Gebruikstips
Er bestaan meerdere maten van de LMA larynxmaskers. Bij volwassenen wordt de 3 of 4 gebruikt bij vrouwen en de 4 of 5 bij mannen. Er bestaan ook kleinere maten voor kinderen. Inbrengen kan met of zonder de cuff op te blazen. Het is belangrijk het larynxmasker goed met glijmiddel (aquagel) in te smeren. Na het toedienen van de algehele anesthesie wordt het hoofd achterover gebracht (extensie van de nek) en wordt de mond maximaal geopend. Met de gehandschoende vinger wordt de punt van het masker langs het gehemelte en de huig (uvula) via de natuurlijke kromming naar beneden gericht totdat het masker op de fossa piriformis rust (bij de ingang van de larynx - het strottenhoofd). Daarna wordt (indien dit niet eerder is gedaan) de cuff (ballon) opgeblazen zodat het masker zichzelf in de juiste positie duwt. Daarna wordt gecontroleerd of beademingslucht in de longen terechtkomt en of er niet te veel lekkage is langs het larynxmasker. Dit is met name van belang indien er dampvormige anesthetica zoals sevofluraan en isofluraan en lachgas wordt toegepast, anders dreigt er vervuiling van de omgeving op de operatiekamer.